# Alexandre Noël Charles Acloque
Alexandre Noël Charles Acloque (Auxi-le-Château, 12 gennaio 1871 – 1941) è stato un botanico, ornitologo ed entomologo francese.

## Biografia
Acloque pubblicò numerose opere di botanica, ornitologia e entomologia, oltre a numerosi articoli su varie riviste.
Nel 1894 fu nominato redattore capo della rivista bimestrale Le Monde des Plantes, incarico che non ebbe più quando la rivista divenne trimestrale dal 1º gennaio 1899.
Nel 1912, fu nominato ufficiale d'accademia.
Nel 1914, nella lista dei botanici francesi redatta da Le Monde des plantes, era indicato che svolgeva la professione di pubblicista e che risiedeva a Wimereux (Pas-de-Calais).

## Opere

### Monografie

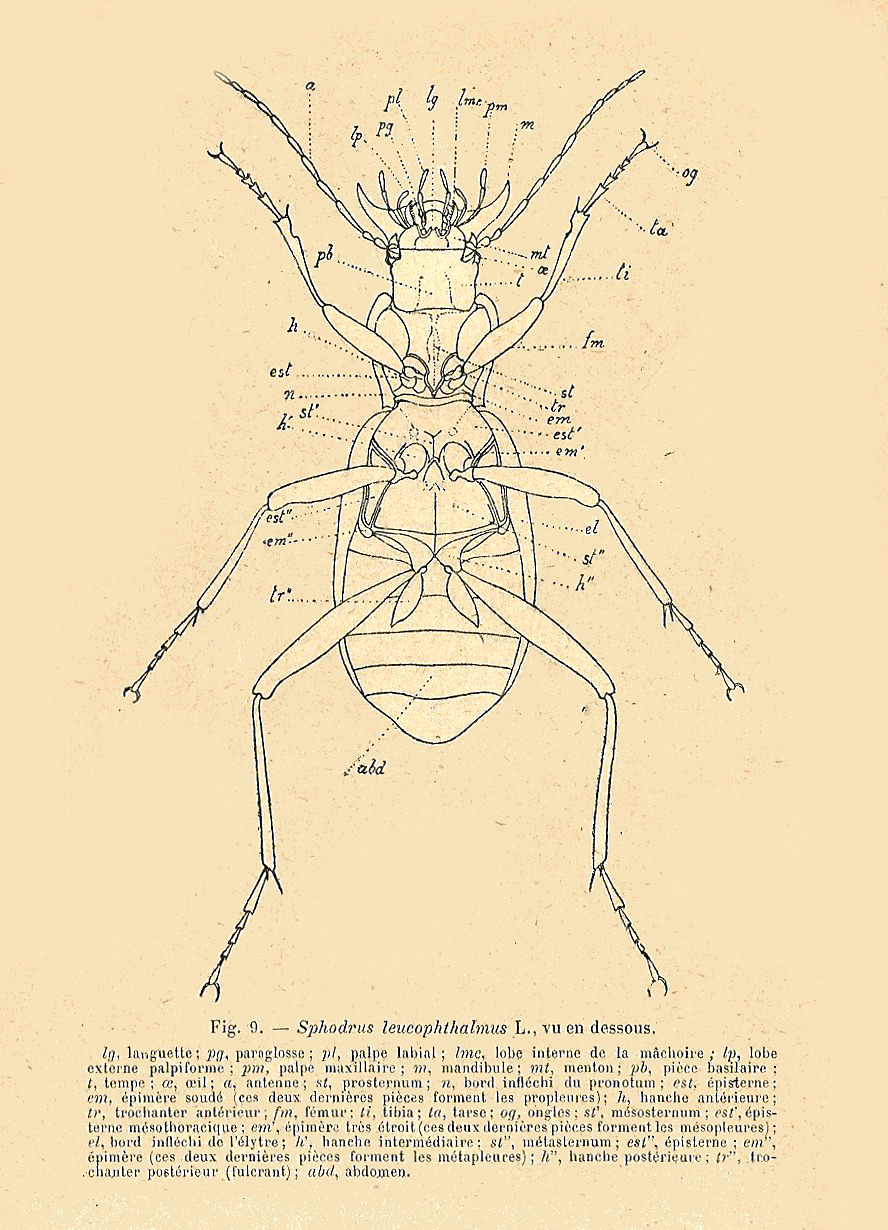
Disegno con legenda tratto dal volume Coléoptères della sua opera Faune de France.

- Les Champignons, Bibliothèque scientifique contemporaine, 1892, 1 vol., in-16 di 328 p., con 60 fig.
- Les Lichens, Bibliothèque scientifique contemporaine, 1893, 1 vol., in-16 di 376 p., con 82 fig.
- Flore de France, contenant la description des Espèces Indigènes disposés en tableaux analytiques et illustrée de 2165 figures représentant les types caractéristiques des genres et des sous-genres. Lettre préface de M.Bureau, professeur au Muséum, Paris, 1894, 1 vol., in-18 jésus de 816 p., avec 2165 fig. Éditeur: Librairie J.-B. Baillière & Fils.
- Faune de France contenant la description des espèces indigènes disposées en tableaux analytiques et illustrée de figures représentant les types caractéristiques des genres. Préface de Edmond Perrier, professeur au Muséum. (1896-1900). Éditeur: Librairie J.-B. Baillière & Fils.
  - Mammifères , 1 vol., in-18 de 84 p., avec 209 fig.
  - Oiseaux, 1 vol., in-18 de 252 p., avec 621 fig.
  - Poissons, Reptiles, Batraciens, Protochordés, 1 vol., in-18 de 210 p., avec 294 fig.
  - Coléoptères, 1 vol., in-18 de 466 p., avec 1052 fig.
  - Orthoptères, Névroptères, Hyménoptères, Lépidoptères, Hémiptères, Diptères, Aphaniptères, Thysanoptères, Rhipiptères, 1 vol., in-18 de 516 p., avec 2235 fig.
  - Thysanoures, Myriopodes, Arachnides, Crustacés, Némathelminthes, Lophostomes, Vers, Mollusques, Polypes, Spongiaires, Protozoaires, 1 vol., in-18 de 500 p., avec 1664 fig.
- Les insectes nuisibles, 1 vol. in-8, 192 p., avec 67 fig., 1897
- Scènes de la vie des insectes, 1 vol. in-8, illustré de 173 fig., 1897, éditions C. Paillart à Abbeville.
- Fleurs et plantes, 1 vol. in-8, 1898
- Le monde sous-marin, 1 vol. in-8, 1899
- Sous le Microscope, 1 vol. in-8, illustré de 313 figures, 316p. , 1900
- Flores régionales de France Éditeur: Librairie J.-B. Baillière & Fils.
  - Flore du sud-est de la France et des Alpes : Contenant la description de toutes les espèces indigènes disposées en tableaux analytiques.
  - Flore du sud-ouest de la France et des Pyrénées.
  - Flore du nord-est de la France, des Vosges et de l'Alsace-Lorraine, contenant la description de toutes les espèces indigènes disposées en tableaux analytiques, et illustrée de .... figures représentant les types caractéristiques des genres et des sous-genres.
  - Flore de La Région méditerranéenne de la France; Alpes-Maritimes, Var, Bouches-du-Rhône, Gard, Hérault, Aude, Pyrénées orientales, Corse; contenant la description de toutes les espèces indigènes disposées en tableaux analytiques, et illustrée de 2165 figures représentant les types caractéristiques des genres et des sous-genres.
  - Flore de l'Ouest de la France, Charente, Charente-Inférieure, Deux-Sèvres, Vendée, Loire-Inférieure, Morbihan, Finistère, Côtes-du-Nord, Ille-et-Vilaine, Seine-Inférieure, Eure, Calvados, Orne, Manche, Mayenne, Sarthe, Maine-et-Loire contenant la description de toutes les espèces indigènes disposées en tableaux analytiques, et illustrée de 2165 figures représentant les types caractéristiques des genres et des sous-genres.
  - Flore des Environs de Paris; Seine, Seine-et-Oise, Oise, Seine-et-Marne, Loiret, Eure-et-Loir, contenant la description de toutes les espèces indigènes disposées en tableaux analytiques, et illustrée de .... figures représentant les types caractéristiques des genres et des sous-genres. 816 p.
- Nos pêcheurs de haute mer, (in 2 parti: Nos pêcheurs à Terre-Neuve, Nos pêcheurs en Islande),  1 vol. in-4, 1904, édition de la Maison Mame à Tours.
- Observations biologiques et écologiques sur la flore de Wimereux et des environs, (con Casimir Cépède), Boulogne-sur-Mer, Imprimerie G. Hamain, 1910, 48 pages.
- Sous les flots, mémoire d'un crabe,  1 vol. in-8, 1904
- Les merveilles de la vie végétale, 1 vol. in-8, 1912, édition "La Bonne Presse", rue Bayard à Paris.
- Zigzags au pays de la science, 1vol., 366 p., 1913, édition de la Maison Mame à Tours.

### Articoli
- Moquin-Tandon, Naturaliste français (1804-1863), in:  Les Contemporains, 1907, vol.15, pp. 1‑16.

Sulla rivista Cosmos - revue encyclopédique hebdomadaire des progrès des sciences et de leurs applications aux arts et à l'industrie.
- Le pistil des Conifères, (Cosmos, 1904, n° 1002).
- Plantes ornementales à rhizome dormant, (Cosmos, n° 1025).
- Les baumes, (Cosmos, n° 1043)
- Les principes de la coloration des fleurs, (Cosmos, n° 1059).
- La fixation de l'azote par les végétaux, (Cosmos, n° 1131).
- Le symbiotisme des légumineuses et ses applications culturales, (Cosmos, n° 1133).
- Les scolytides, coléoptères xylophages. (Cosmos, t.70, p. 174-176, 1914)

Sulla rivista Le Monde des Plantes - bimestrale (rue de Flore 78, Le Mans, Sarthe).
- La toxicité des champignons - n°69, mars 1911, p. 15-16
- Les fleurs du Platanthera montana Rchb. (Pl. chlorantha Cust.) sont-elles odorantes ? - II - 1935, p. 10-10
- En lisant un numéro du Monde des Plantes - 1936, p. 30-31
- Le carotène - 1936, p. 42-43 - Série IV, N°222
- Le Galega dans la région parisienne - 1938, p. 30-30 - Série V, N°232
- Les Champignons basidiosporés projettent-ils leurs spores ? - 1938, p. 26-26- Série V, N°232